# Didissandra elongata
Didissandra elongata är en tvåhjärtbladig växtart som först beskrevs av William Jack, och fick sitt nu gällande namn av Charles Baron Clarke. Didissandra elongata ingår i släktet Didissandra och familjen Gesneriaceae.

## Underarter
Arten delas in i följande underarter:
- D. e. burleyi
- D. e. elongata
- D. e. minor
- D. e. montana